# Alain Gély
Pour les articles homonymes, voir Gely.
Pas d'image ? Cliquez ici

a Compétitions nationales et continentales officielles uniquement.

Dernière mise à jour le 8 mars 2021.
Alain Gély, né le 25 janvier 1963, est un joueur français de rugby à XV évoluant au poste d'arrière ou de centre.

## Biographie
Alain Gély qui a collectionné les titres avec les équipes de jeunes du FC Grenoble joue longtemps en équipe première où il s’inscrit dans l’âge d’or de cette formation, club phare français de l'époque.
Alain Gély remporte le Challenge Yves du Manoir en 1987, compétition dont il est aussi finaliste en 1986 et 1990 et demi-finaliste en 1988 et 1992.
Il est alors invité à plusieurs reprises avec les Barbarians français.
Il dispute aussi deux demi-finales de championnat de France en 1982 et 1992 et termine sa carrière de joueur sous l’ère des « Mammouths de Grenoble » et se voit privé du titre de champion de France 1993, défait 14 à 11 par le Castres olympique dans des conditions rocambolesques.
Il devient par la suite entraîneur du SO Voiron lors de la saison 1993-1994.

## Palmarès
- Championnat de France de première division :
  - Vice-champion (1) : 1993[6]
  - Demi-finaliste (2) : 1982 et 1992
- Challenge Yves du Manoir :
  - Vainqueur (1) : 1987[7]
  - Finaliste (2) : 1986 et 1990
  - Demi-finaliste (2) : 1988 et 1992
- Coupe de France :
  - Demi-finaliste (2) : 1985 et 1986
- Coupe Frantz-Reichel :
  - Champion (1) : 1981
- Championnat de France Cadet :
  - Champion (1) : 1979